# Чулуян, Бернар
Берна́р Чулуя́н (фр. Bernard Tchoullouyan; 12 апреля 1953, Марсель — 7 января 2019, Миме) — французский дзюдоист, представитель средней и полусредней весовых категорий. Выступал за сборную Франции по дзюдо в 1974—1982 годах, чемпион мира, пятикратный чемпион Франции, бронзовый призёр летних Олимпийских игр в Москве, победитель и призёр многих турниров международного значения.

## Биография
Бернар Чулуян родился 12 апреля 1953 года в Марселе, Франция. Имеет армянские корни.
Будучи фанатом футбола, в возрасте восьми лет записался в футбольную секцию ASPTT Marseille, но затем перешёл в дзюдо. Впоследствии перешёл в клуб коммуны Ланьи-Сюр-Марн, где проходил подготовку вместе Тьерри Ре.
Впервые заявил о себе в дзюдо в 1974 году, выиграв бронзовую медаль на международном турнире в Париже.
В 1975 году одержал победу на чемпионате Франции в зачёте средней весовой категории, стал бронзовым призёром на предолимпийском международном турнире в Монреале.
На чемпионате Франции 1976 года взял бронзу.
Начиная с 1977 года выступал в полусреднем весе (до 78 кг), в частности в этом сезоне выиграл французское национальное первенство, стал серебряным призёром на международных турнирах в Потсдаме и Варшаве, побывал на чемпионате Европы в Людвигсхафене, откуда привёз награды бронзового и серебряного достоинства, выигранные в личном и командном зачётах соответственно.
В 1978 году добавил в послужной список серебряные медали, полученные на международных турнирах в Париже и Будапеште, вновь стал чемпионом Франции, взял бронзу на личном европейском первенстве в Хельсинки и золото на командном европейском первенстве в Париже.
В 1979 году снова был лучшим в зачёте французского национального первенства, получил серебро и бронзу на международных турнирах в Париже и Тбилиси соответственно, стал серебряным призёром на командном чемпионате Европы в Брешии. На домашнем чемпионате мира в Париже дошёл до финала, уступив только японцу Фудзии Сёдзо, и завоевал тем самым серебряную медаль.
На чемпионате Франции 1980 года занял третье место, тот же результат показал и на чемпионате Европы в Вене. Благодаря череде удачных выступлений удостоился права побороться на летних Олимпийских играх в Москве (выступал здесь под нейтральным флагом, поскольку Франция вместе с несколькими другими западными странами бойкотировала эти соревнования по политическим причинам). В категории до 78 кг благополучно прошёл первых двоих соперников по турнирной сетке, в то время как в третьем полуфинальном бою потерпел поражение от кубинца Хуана Феррера. В утешительной встрече за третье место взял верх над испанцем Игнасио Сансом и получил таким образом бронзовую олимпийскую медаль.
После московской Олимпиады Чулуян ещё в течение некоторого времени оставался в составе французской национальной сборной и продолжал принимать участие в крупнейших международных турнирах, при этом решил подняться в среднюю весовую категорию (до 86 кг). Так, в 1981 году он был лучшим на чемпионате Франции и на международном турнире в Париже, стал серебряным призёром на чемпионате Европы в Дебрецене, уступив в финале советскому дзюдоисту Давиду Бодавели. Кроме того, в этом сезоне показал один из самых значимых результатов в своей спортивной карьере — одержал победу на чемпионате мира в Маастрихте.
В 1982 году стал третьим на чемпионате Франции, занял второе место на международном турнире в Зиндельфингене, взял бронзу на личном европейском первенстве в Ростоке и золото на командном европейском первенстве в Милане.
Завершив спортивную карьеру, посвятил себя тренерской работе в своём родном клубе в Марселе — подготовил множество талантливых спортсменов, в том числе в 2007—2010 годах являлся личным тренером титулованной французской дзюдоистки Люси Декосс, привёл её к бронзе на Олимпийских играх в Пекине и золоту на чемпионате мира в Токио.
За выдающиеся достижения в дзюдо 12 июля 2013 года был принят в Орден Почётного легиона.
Умер от сердечного приступа 7 января 2019 года в коммуне Миме в возрасте 65 лет.